# Søren Ludvig Tuxen (1850–1919)
Søren Ludvig Tuxen, född den 29 maj 1850, död den 9 maj 1919, var en dansk skolman, son till Georg Emil Tuxen.
Tuxen, som blev filosofie doktor 1896, var 1880–1886 föreståndare för Nathalie Zahles kvinnliga studentkurs och 1886–1894 för en lärarinnekurs, blev 1890 (tillsammans med J.L. Heiberg) föreståndare för Borgerdydskolen i Köpenhamn och var 1896-1906 ensam chef för anstalten samt var sedan 1906 styresman för statens högre allmänna läroverk ("undervisningsinspektör"). Tuxen  hade väsentlig del i undervisningsplanen av 1903. Han författade Kejser Tiberius (1896), Karaktertegning i den græske Tragedie (1900) och Den moderne Homerkritik (1901).